# Igor Andrejewitsch Poljanski
Igor Andrejewitsch Poljanski (russisch Игорь Андреевич Полянский; * 16. Januar 1990 in Krasnojarsk, von der International Triathlon Union auch als Polyanski transliteriert) ist ein russischer Triathlet, russischer Sprint-Triathlonmeister 2010, ständiges Mitglied der Nationalmannschaft und Olympiastarter (2020).

## Werdegang
2009 wurde Poljanski im Russland-Cup in der Junioren-Wertung Dreizehnter und Sechster bei den Junioren-Weltmeisterschaften an der Gold Coast. Seitdem geht Poljanski nur noch in der Elite-Klasse an den Start.
2010 trat Poljanski in der französischen Club-Meisterschaftsserie Lyonnaise des Eaux für den Verein Saint-Raphaël Tri. Bei der Eröffnungsveranstaltung, dem Triathlon in Dünkirchen am 23. Mai 2010, wurde Poljanski 49. Saint-Raphaël Tri schickte überhaupt keine Franzosen an den Start: Dmitri Poljanski (Fünfter in der Gesamtwertung), Karl Shaw (22.), Olivier Marceau (37.), Kristian Mac Cartney (42.) und Igor Poljanski (49.). In Paris (18. Juli 2010) wurde Igor Poljanski 9. und beim Großen Finale in La Baule (18. September 2010) 41.
Igor Poljanski ist der jüngere Bruder des russischen Profi-Triathleten Dmitri Poljanski (* 1986). Igor, Dmitri, Dmitris Frau Anastasija Poljanskaja und Igors Freundin Ljubow Iwanowskaja gingen 2011 in der französischen Clubmeisterschaft für den Verein Saint-Raphaël Triathlon an den Start. Im Juni 2012 wurde er in Israel mit der russischen Mixed-Staffel Triathlon-Europameister.
Im Mai 2016 wurde er Fünfter bei der Triathlon-Europameisterschaft. Poljanski ging bei den Olympischen Sommerspielen 2016 am 18. August in Rio de Janeiro für Russland an den Start und belegte den 31. Rang.
2017 wurde er russischer Vizestaatsmeister Triathlon hinter seinem Bruder Dmitri.

### Olympische Sommerspiele 2020, Doping
Bei den Olympischen Spielen in Tokio belegte er am 27. Juli 2021 den 43. Rang. Im August wurde bekannt, dass bei einem Dopingtest in Wladiwostok am 21. Juli erhöhte EPO-Werte festgestellt worden waren. Im Oktober 2021 wurde das Resultat gestrichen und Poljanski wurde für drei Jahre gesperrt. Die Sperre dauert bis zum 10. August 2024.

### Privates
Seit Ende 2012 ist er mit der russischen Profi-Triathletin Ljubow Iwanowskaja (* 1989) verheiratet.

## Sportliche Erfolge
| Datum/Jahr    | Rang | Wettbewerb                                     | Austragungsort | Zeit     | Bemerkung                                                                                         |
| ------------- | ---- | ---------------------------------------------- | -------------- | -------- | ------------------------------------------------------------------------------------------------- |
| 27. Juli 2021 | DSQ  | Olympische Sommerspiele 2020                   | Tokio          | 01:52:07 | 43. Rang wurde nach positiver EPO-Kontrolle gestrichen                                            |
| 8. Feb. 2020  | 4    | ATU Sprint Triathlon African Cup               | Maselspoort    | 00:55:45 |                                                                                                   |
| 15. Dez. 2019 | 3    | ATU Sprint Triathlon African Cup               | Dakar          | 00:56:18 | hinter dem Ungarn Gábor Faldum und seinem Bruder Dmitri                                           |
| 10. Aug. 2018 | 8    | ETU Triathlon European Championships           | Glasgow        | 01:49:09 | Europameisterschaft auf der olympischen Kurzdistanz                                               |
| 3. Juni 2017  | 2    | RUS Triathlon National Championships           | Izhevsk        |          | Vizestaatsmeister Triathlon                                                                       |
| 20. Aug. 2016 | 31   | Olympische Sommerspiele 2016                   | Rio de Janeiro | 01:49:11 |                                                                                                   |
| 17. Juli 2016 | 5    | ITU Triathlon World Championship Mixed Relay   | Hamburg        | 01:21:06 | im Team mit Anastasia Abrosimova, Alexandra Razarenova und Dmitri Poljanski                       |
| 10. Juni 2016 | 2    | ITU Triathlon World Cup                        | Tiszaujvaros   | 00:54:06 | Zweiter hinter seinem Bruder Dmitry                                                               |
| 29. Mai 2016  | 2    | ETU Triathlon European Championship Mixed Team | Lissabon       |          | Mixed Relay; mit Marija Sergejewna Schorez, Alexandra Rasarjonowa und Dmitri Poljanski            |
| 28. Mai 2016  | 5    | ETU Triathlon European Championships           | Lissabon       | 01:50:38 | Europameisterschaft auf der olympischen Kurzdistanz                                               |
| 26. Sep. 2015 | 4    | ETU Triathlon European Cup Final               | Sotschi        | 01:47:23 |                                                                                                   |
| 26. Juli 2014 | 3    | ITU Triathlon World Cup                        | Jiayuguan      | 01:49:57 |                                                                                                   |
| 22. Apr. 2012 | 1    | ETU Triathlon European Championship Mixed Team | Eilat          |          | Europameister in der 4er Staffel mit Irina Abyssowa, Dmitri Poljanski und Alexandra Rasarjonowa   |
| 19. Feb. 2012 | 2    | ITU Sprint Triathlon African Cup               | Kapstadt       | 00:55:05 | Zweiter hinter dem Südafrikaner Richard Murray (750 m Schwimmen, 20 km Radfahren und 5 km Laufen) |
| 12. Apr. 2009 | 3    | Cyprus Sprint Triathlon                        | Makronissos    | 00:55:24 | Dritter auf der Sprintdistanz                                                                     |

(DNF – Did Not Finish)